# にっぽん駅弁列島
『にっぽん駅弁列島』（にっぽんえきべんれっとう）は、BSジャパンで2009年4月18日から放送されていた紀行番組（全46話）である。
また、同番組を5分枠に再編集したミニ番組として「駅弁100選」（全46話）がある。

## 概要
番組では毎回「ひとつの駅弁」の物語を取り上げる。「駅弁」と「人情」をテーマにハイビジョン映像で知られざる日本各地の駅弁物語をひも解いていく。

## 放送日・時間
「にっぽん駅弁列島」
- 土曜18:30〜19:00（BSジャパン　：レギュラー・2009年 4月18日〜2010年 3月27日）
- 日曜05:00〜05:30（TVQ九州放送：レギュラー・2009年10月　　〜2010年 9月12日）

ミニ版「駅弁100選」
- 土曜11:55〜12:00（BSジャパン　：レギュラー・2009年 4月25日〜2009年10月31日)
- 土曜13:55〜14:00（BSジャパン　：レギュラー・2009年11月 7日〜2010年 3月13日)
- 金曜20:55〜21:00（BSジャパン　：レギュラー・2010年 4月23日〜2010年 6月25日)

## サブタイトル
| にっぽん駅弁列島 初回放送日 | 駅弁100選 初回放送日 | 放送回        | サブタイトル                     | 路線・駅など                           |
| --------------------------- | -------------------- | ------------- | -------------------------------- | -------------------------------------- |
| 2009年04月18日              | 2009年04月25日       | 第01回        | 「元祖ふくめし」                 | JR山陽本線・下関駅                     |
| 2009年04月25日              | 2009年05月09日       | 第02回        | 「桜えびすし」                   | JR東海道本線・清水駅                   |
| 2009年05月09日              | 2009年05月16日       | 第03回        | 「あなごめし」                   | JR山陽本線・宮島口駅                   |
| 2009年05月16日              | 2009年05月23日       | 第04回        | 「奥久慈しゃも弁当」             | JR水郡線・常陸大子駅                   |
| 2009年05月23日              | 2009年05月30日       | 第05回        | 「あじ寿司」                     | 伊豆箱根鉄道駿豆線・修善寺駅           |
| 2009年05月30日              | 2009年06月06日       | 第06回        | 「日光 鱒寿し」                  | 東武日光線・東武日光駅                 |
| 2009年06月06日              | 2009年06月20日       | 第07回        | 「鶏めし」                       | JR奥羽本線・大館駅                     |
| 2009年06月20日              | 2009年06月27日       | 第08回        | 「いちご弁当」                   | JR山田線・宮古駅                       |
| 2009年06月27日              | 2009年07月04日       | 第09回        | 「くじら弁当」                   | JR内房線・館山駅                       |
| 2009年07月04日              | 2009年07月11日       | 第10回        | 「磯節弁当」                     | 鹿島臨鉄大洗鹿島線・大洗駅             |
| 2009年07月11日              | 2009年07月18日       | 第11回        | 「鮎屋三代」                     | JR肥薩線・八代駅                       |
| 2009年07月18日              | 2009年07月25日       | 第12回        | 「磯の漁火」                     | JR北陸本線・直江津駅                   |
| 2009年07月25日              | 2009年08月01日       | 第13回        | 「かしわめし」                   | JR鹿児島本線・折尾駅                   |
| 2009年08月01日              | 2009年10月03日       | 第14回        | 「甲斐旨いもの合戦 風林火山」    | JR小海線・小淵沢駅                     |
| 2009年08月08日              | 2009年10月10日       | 第15回        | 「だざい弁当」                   | 津軽鉄道線・津軽五所川原駅             |
| 2009年08月15日              | 2009年10月17日       | 第16回        | 「飛騨牛しぐれ寿司」             | JR高山本線・高山駅                     |
| 2009年08月22日              | 2009年10月24日       | 第17回        | 「八角弁当」                     | JR東海道本線・新大阪駅                 |
| 2009年08月29日              | 2009年10月31日       | 第18回        | 「さんまかば焼ずし」             | 銚子電鉄線・犬吠駅                     |
| 2009年09月05日              | 2009年11月07日       | 第19回        | 「余部鉄橋物語」                 | JR山陰本線・浜坂駅                     |
| 2009年09月12日              | 2009年11月14日       | 第20回        | 「えびめし」                     | JR九州新幹線・出水駅                   |
| 2009年09月19日              | 2009年11月21日       | 第21回        | 「つぼ焼 さざえめし」            | 伊豆急行線・伊豆急下田駅               |
| 2009年09月26日              | 2009年11月28日       | 第22回        | 「百年の旅物語 かれい川」        | JR肥薩線・嘉例川駅                     |
| 2009年10月03日              | 2009年12月12日       | 第23回        | 「牛肉どまん中」                 | JR山形新幹線・米沢駅                   |
| 2009年10月10日              | 2009年12月19日       | 第24回        | 「くびきの押し寿司」             | JR上越線・越後湯沢駅                   |
| 2009年10月17日              | 2009年12月26日       | 第25回        | 「かきめし」                     | JR根室本線・厚岸駅                     |
| 2009年10月24日              | 2010年01月09日       | 第26回        | 「摩周の豚丼」                   | JR釧網本線・摩周駅                     |
| 2009年10月31日              | 2010年01月16日       | 第27回        | 「花咲かにめし」                 | JR根室本線・根室駅                     |
| 2009年11月07日              | 2010年01月23日       | 第28回        | 「さんが焼」                     | JR外房線・安房鴨川駅                   |
| 2009年11月14日              | 2010年01月30日       | 第29回        | 「瀬戸の押寿司」                 | JR予讃線・今治駅                       |
| 2009年11月21日              | 2010年02月06日       | 第30回        | 「特上祭ずし」                   | JR瀬戸大橋線・岡山駅                   |
| 2009年11月28日              | 2010年02月13日       | 第31回        | 「雪の舞」                       | JR磐越西線・新津駅                     |
| 2009年12月05日              | 2010年02月20日       | 第32回        | 「秩父釜めし」                   | 西武秩父線・西武秩父駅                 |
| 2009年12月12日              | 2010年02月27日       | 第33回        | 「デラックスこゆるぎ」           | JR東海道本線・小田原駅                 |
| 2009年12月19日              | 2010年03月06日       | 第34回        | 「三ヶ日の駅弁」                 | 天竜浜名湖鉄道天竜浜名湖線・三ヶ日駅   |
| 2009年12月26日              | 2010年03月13日       | 第35回        | 「やまと豚弁当」                 | わたらせ渓谷鐵道わたらせ渓谷線・神戸駅 |
| 2010年01月16日              | 2010年04月16日       | 第36回        | 「元祖かに寿し」                 | JR山陰本線・鳥取駅                     |
| 2010年01月23日              | 2010年04月23日       | 第37回        | 「おらだのごっつぉ」             | JR奥羽本線・山形駅                     |
| 2010年01月30日              | 2010年04月30日       | 第38回        | 「港あじ鮨」                     | JR御殿場線・沼津駅                     |
| 2010年02月06日              | 2010年05月07日       | 第39回        | 「幕の内弁当」                   | JR東海道本線・静岡駅                   |
| 2010年02月13日              | 2010年05月14日       | 第40回        | 「およぎ牛弁当」                 | JR山陰本線・松江駅                     |
| 2010年02月20日              | 2010年05月21日       | 第41回        | 「野立御膳」                     | 真岡鐵道真岡線・ＳＬもおか             |
| 2010年02月27日              | 2010年05月28日       | 第42回        | 「信州サーモン宝石箱」           | JR長野新幹線・長野駅                   |
| 2010年03月06日              | 2010年06月04日       | 第43回        | 「南紀くじら弁当」               | JR紀勢本線・新宮駅                     |
| 2010年03月13日              | 2010年06月11日       | 第44回        | 「元祖珍辨たこめし」             | JR呉線・三原駅                         |
| 2010年03月20日              | 2010年06月18日       | 第45回        | 「さなえばっちゃんのおこわ弁当」 | いわて銀河鉄道線・いわて沼宮内駅       |
| 2010年03月27日              | 2010年06月25日       | 第46回 最終回 | 「会津地鶏 鶏めし」              | JR磐越西線・郡山駅                     |

### 特別番組
列島縦断 こだわり駅弁旅 〜にっぽん駅弁列島 特別編〜
初回放送：2010年7月24日20:00〜21:54（BSジャパン）レギュラー放送の総集編的な内容で、以下の駅弁を紹介
- JR根室本線根室駅「花咲かにめし」
- JR室蘭本線母恋駅「母恋めし」
- JR日高本線静内駅「日高つぶめし弁当」
- JR函館本線長万部駅「かにめし」
- JR奥羽本線大館駅「鶏めし」
- いわて銀河鉄道いわて沼宮内駅「さなえばっちゃんのおこわ弁当」
- 真岡鐵道真岡線SLもおか「野立御膳」
- JR東海道本線清水駅「桜えびすし」
- JR高山本線高山駅「飛騨牛しぐれ寿司」
- JR予讃線今治駅「瀬戸の押寿司」
- JR瀬戸大橋線岡山駅「特上祭ずし」
- JR山陽本線宮島口駅「あなごめし」
- JR山陽本線下関駅「元祖ふくめし」
- JR肥薩線八代駅「鮎屋三代」
- JR鹿児島本線折尾駅「かしわめし」

特にJR山陽本線下関駅「元祖ふくめし」についてはレギュラー放送後、下関駅弁当が小郡駅弁当との合併により消滅することとなったため、2010年3月31日の”駅弁消滅の日”の模様について追加取材を行っている。